# Чёрный ящик

Чёрный ящик, вход и выход

Чёрный я́щик — термин, используемый для обозначения системы, внутреннее устройство и механизм работы которой очень сложны, неизвестны или неважны в рамках данной задачи. «Метод чёрного ящика» — метод исследования таких систем, когда вместо свойств и взаимосвязей составных частей системы, изучается реакция системы, как целого, на изменяющиеся условия.
Подход чёрного ящика сформировался в точных науках (в кибернетике, системотехнике и физике) в 1920—1940-х годах и был заимствован другими науками (прежде всего, бихевиористической психологией).

## Модель чёрного ящика
Система, которую представляют как «чёрный ящик», рассматривается как имеющая некий «вход» для ввода информации и «выход» для отображения результатов работы, при этом происходящие в ходе работы системы процессы наблюдателю неизвестны. Предполагается, что состояние выходов функционально зависит от состояния входов.
Каноническое представление чёрного ящика — это полное описание его функций. Два чёрных ящика с одинаковыми каноническими представлениями считаются эквивалентными.
Изучение системы по методу чёрного ящика сводится к наблюдениям за ней и проведению экспериментов по изменению входных данных, при этом в ходе наблюдения над реакциями системы на внешние воздействия достигается определённый уровень знаний об исследуемом объекте, позволяющий осуществлять прогнозирование поведения «чёрного ящика» при любых заданных условиях.

## Применимость метода
Примером применения метода чёрного ящика является исследование многополюсника, устройство которого неизвестно или бихевиористический подход к эксперименту и его интерпретация в психологии.
Знания, полученные об объекте по методу чёрного ящика, не позволяют получить информацию о его внутреннем строении и внутренних механизмах системы.
Данный метод применяется для решения задач моделирования управляемых систем, в инженерной психологии — для формального описания деятельности оператора и построения её математических моделей. 